# Foëcy
 Foëcy  es una población y comuna francesa, situada en la región de  Centro, departamento de Cher, en el distrito de Vierzon y cantón de Mehun-sur-Yèvre.

## Demografía
| 1632 | 1701 | 2010 | 2185 | 2083 | 2003 |
| Para los censos de 1962 a 1999 la población legal corresponde a la población sin duplicidades (Fuente: INSEE [Consultar]) |      |      |      |      |      |